# 省立萬靈祠
23°56′17″N 120°41′03″E / 23.937955°N 120.684224°E
省立萬靈祠，是位於臺灣南投縣南投市營南里的陰廟，收容中興新村原地的無主遺骸，由臺灣省政府興建、民間管理。

## 沿革

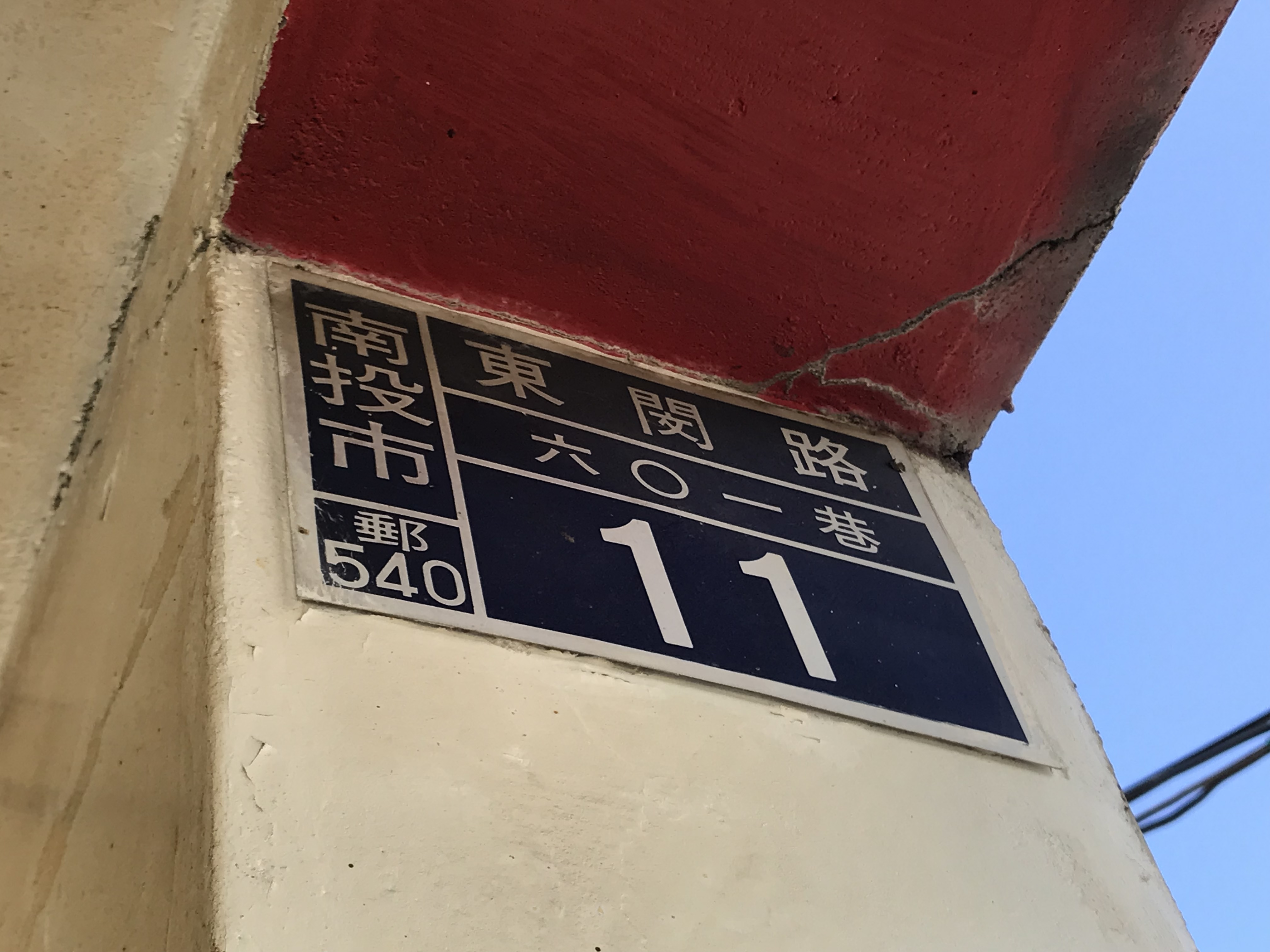
門牌

中興新村建立前，現址原為墳塚散布的甘蔗田。內轆地區內新和內興兩里里民，就把先人葬於該地。據省府退休職員李舜權回憶，為建立中興新村，請人以每具新台幣30元的價格收拾遺骸。有主的骨骸收納到中興新村後山的中興納骨堂，由當地居民組成管理委員會管理及營運。至於無主的2000多具遺骸則是省主席周至柔下令先建小祠安頓。
1961年，周至柔責成公管處主任俞友田協調南投縣府和南投鎮公所使用縣有地，由省府出資興建省立萬靈祠。所在地為營盤口營南里東閔路萬靈橋附近。為節省空間，頭顱和其他部位分開堆放。祠名原無「省立」，因收容中興新村原處的無主遺骨，加上省府過去都會撥款補助中元祭祀與綠化，民間便稱為「省立萬靈祠」。
1991年，省立萬靈祠年久失修，獲省主席邱創煥補助重建。建成後，省主席連戰賜匾。廟因此懸掛累績三任省主席的匾額，從外到內分別是連戰「萬靈祠」、邱創煥「萬靈賜福」、周至柔「萬靈祠」。九二一地震，廟宇建物無損，但骨骸因骨罈破裂散落一地，以半個月復舊。2018年6月8日，南投縣長林明溱贈「有求必應」匾。

## 祭祀
每年中元普度前後，祠方舉辦酬神戲棚接連數天。依管理委員會主委曾亮吉記憶，趙守博為首位參加祭典的省主席。
日後，在南投墓地難求情況下，中興納骨堂受到喪家中意而有龐大的收入。1995年8月16日，縣府接管其資產，包含資金500萬元。至於省立萬靈祠，因精省缺少經費，導致多年來擔任主委的曾亮吉在2010年8月11日普渡法會前呼籲政府重視、或接管。